# Julius de Praetere

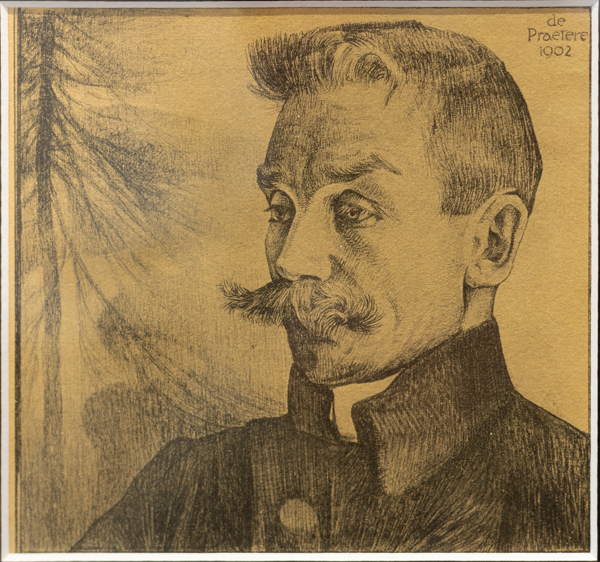
1902, Jules de Praetere

Julius de Praetere (auch Jules de Praetere und Prater [Signatur]) (* 21. Januar 1879 in Ledeberg, Gent; † 3. Mai 1947 in Basel) war ein belgischer Maler, Grafiker, Hochschullehrer und Verleger im Bereich Kunstgewerbe und Textilgestaltung.

## Leben
De Praetere wurde als Sohn eines Auktionators am Fischmarkt geboren. Er studierte in Gent und war Schüler von Henry van de Velde. Enttäuscht verließ er Belgien.
Von 1902 bis 1905 lehrte De Praetere an der Handwerker- und Kunstgewerbeschule Krefeld. 1906 wurde er zum Direktor der Kunstgewerbeschule Zürich und des dazugehörenden Museums berufen und leitete in der Jugendstil-Epoche die Reform der Schulen von Basel und Zürich. 1907 war er ein Gründungsmitglied des Deutschen Werkbundes.
Julius de Praetere-Thill fand seine letzte Ruhestätte auf dem Friedhof am Hörnli in Basel.

## Veröffentlichungen
- Latemse dageraad; (urspr. Artikel in der Het Laatste Nieuws) Wildert, De Carbolineum Pers, 1993